# ديك ديفوس
ديك ديفوس (بالإنجليزية: Dick DeVos)‏ هو مستثمر وشخصية أعمال أمريكي، ولد في 21 أكتوبر 1955 في غراند رابيدز في الولايات المتحدة.

## وصلات خارجية
- ديك ديفوس على موقع قاعدة بيانات برودواي على الإنترنت (الإنجليزية)
- ديك ديفوس على موقع إن إن دي بي (الإنجليزية)